# Милосердя

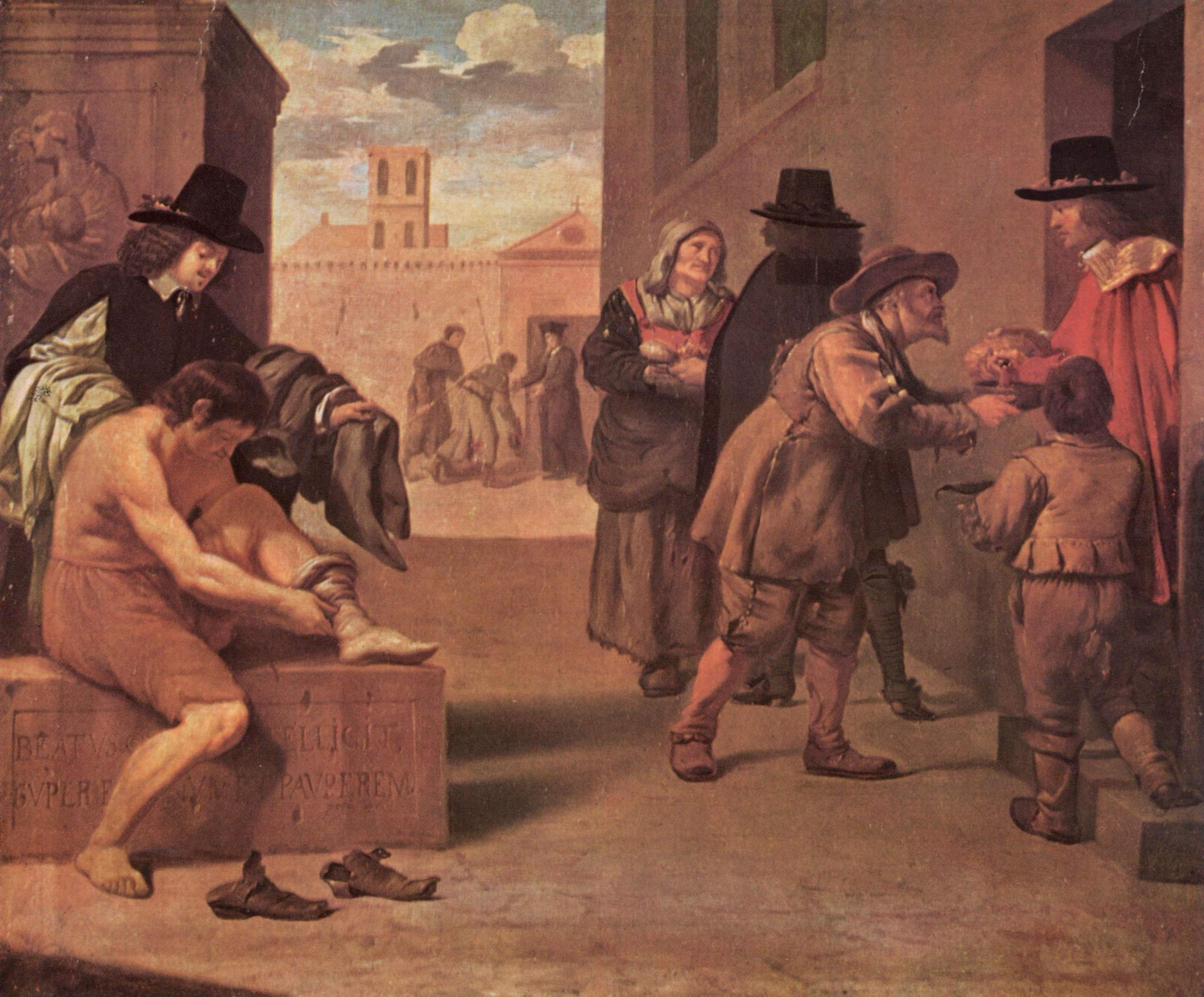
П'єр Монтальєр: Вчинки Милосердя, близько 1680 року

Милосердя — діяльне прагнення допомогти кожному, хто має в цьому потребу. Це є втіленням високої любові до ближніх. У християнському віровченні обов'язком кожної людини визначено такі милосердні вчинки: голодного нагодувати, спраглого напоїти, голого одягнути, недужого відвідати, померлого поховати. Вияв духовного милосердя — це добра порада. Милосердя ґрунтується на таких якостях, як чуйність, уважність, доброзичливість і несумісне з пихою, байдужістю, брутальністю.
Цей термін, що вживається для опису м'якості, поблажливості або співчуття, виявленого однією особою в стосунку до іншої. Це — одна з підставових чеснот лицарства і християнської етики, милосердя також належить до концепцій справедливості та моральності в поведінці між людьми. Може означати як і співчутливу поведінку з боку тих хто при владі (наприклад милосердя показане суддею щодо засудженого) так і благодійну третю особу (наприклад місія милосердя з лікування жертв війни). В Індії, співчуття відоме як каруна.
У правовому значенні, звинувачуваний, віднайдений винним у злочині може попросити про милість аби не бути страченим. (Відомий літературний приклад знаходимо у творі Венеційський купець, коли Порція просить Шейлока виявити милосердя. Земна влада тоді подібна Божій, коли з законом милість поєднує, говорить вона). Протилежний стан стосується у випадку евтаназії (яка називається «милосердним вбивством» її пропагаторами).
Безліч організацій (наприклад Армія Милосердя, Сестри Милосердя і Храм Милосердя та Доброчинства) вживають слово «милосердя» у своїх назвах для опису своєї діяльності.
Милосердною людиною називають людину, готову прийти на допомогу іншим, сповнену доброти та чуйності.